# Richard Patten
Pour les articles homonymes, voir Patten.
Richard Patten  (né le 13 mai 1942 à Montréal et mort le 30 décembre 2021 à Ottawa) est un homme politique provincial canadien de l'Ontario.

## Biographie
Né à Montréal au Québec, Patten étudie à l'Université Sir George Williams et travaille comme gestionnaire au Young Men's Christian Association (YMCA). Ensuite, il devient président du Canadian Council for International Cooperation, ce qui l'amène à siéger à titre d'organisation non gouvernementale sur un comité consultatif de la Banque mondiale.

## Politique
Élu député libéral d'Ottawa-Centre en 1987, il devient ensuite ministre des Services gouvernementaux (en). Après un remaniement en août 1989, il devient ministre des Services correctionnels.
Défait en 1990, Patten œuvre alors comme président et directeur-général du Centre hospitalier pour enfants de l’est de l’Ontario (CHEO).
Élu à nouveau en 1995, il supporte la candidature de Dwight Duncan à la course à la chefferie libérale (en) de 1996, mais ce dernier s'incline devant Dalton McGuinty. Réélu en 1999, il sera traité pour un lymphome non hodgkinien durant cette législature. Réélu en 2003, il sert comme assistant parlementaire du ministre de l'Éducation et du ministre du Développement économique, de la Création d'emplois et du Commerce (en). Il ne se représente pas en 2007.
Richard Patten meurt le 30 décembre 2021 à l'hôpital d'Ottawa.